# Il Cannocchiale
Il cannocchiale è una rivista di filosofia a carattere interdisciplinare, attualmente edita da Edizioni Scientifiche Italiane. La rivista è stata fondata nel 1965 ospitando da allora alcuni fra i maggiori filosofi italiani e internazionali. Le tematiche che approfondisce sono principalmente di carattere filosofico politico.
Il cannocchiale pubblica sia fascicoli vari che monografici: tra questi ultimi si ricordano quelli dedicati a Tempo e temporalità, Memoria, La traduzione, Tèchne e poiesis, L'argomentazione, La responsabilità, Filosofia della mente e scienze cognitive, Il valore cognitivo dell'arte, Filosofia e identità, Il possibile, Leibniz, Wolff, Kant, Leopardi, Idealismo tedesco e nichilismo, Hegel, Marx, Nietzsche, la Scuola di Marburgo, Gramsci, Jousse, la Scuola di Francoforte, Scaravelli, Bataille.